# Makedoniens socialistparti
Makedoniens socialistparti, Socijalistička Partija na Makedonija (SPM), är ett demokratiskt socialistiskt politiskt parti i Makedonien, bildat den 22 september 1990 av Kiro Popovski, som politisk arvtagare till den Socialistiska alliansen för Makedoniens arbetande folk. Efter Kiro Popovski blev Ljubislav Ivanov-Dzingo utnämnd till partiledare och ledde partiet fram till hans bortgång 2020. Nuvarande partiledare är Ljupco Dimovski.
Mellan 1992 och 1998 ingick SPM i en koalitionsregering, ledd av Makedoniens socialdemokratiska union (SDSM). Inför parlamentsvalet den 15 september 2002, bröt man de nära banden till SDSM. SPM fick i dessa val 2,1 % av rösterna och ett mandat i parlamentet. I december 2003 ingick SPM en allians med Demokratiskt alternativ och Demokratiska Unionen. I parlamentsvalen 2006 och 2008 ingick partiet i de segrande valkartellerna VRMO-LPM-koalitionen och För ett bättre Makedonien.